# 田中裕明賞
田中裕明賞（たなかひろあきしょう）は、俳人・田中裕明の業績を記念し、詩歌中心の出版社・ふらんす堂が2009年に創設した俳句の賞。満45歳までの俳人が刊行した句集が選考対象で、自薦・他薦は問わない。自費出版や手製本での応募も可（電子版は不可）。選考委員は第1回より石田郷子（〜第7回）、小川軽舟、岸本尚毅（〜第10回）、津川絵理子（第8回〜第10回）、四ッ谷龍（〜第10回）。第11回より佐藤郁良、関悦史、高田正子、高柳克弘。選考の場では選考委員各自が出版に関わった句集はそれぞれ推さない形で行なわれており、第1回の受賞者は「鷹」所属の高柳克弘であったが、同主宰の小川軽舟はこれを推していない。授賞式ののち、選考会の詳細や授賞式、記念吟行句会などの内容をまとめた小冊子が毎年ふらんす堂から刊行されている。

## 受賞者

### 第1回から第10回
- 第1回（2010年）- 高柳克弘 『未踏』
- 第2回（2011年）- 該当句集なし
- 第3回（2012年）- 関悦史 『六十億本の回転する曲がつた棒』
- 第4回（2013年）- 津川絵理子 『はじまりの樹』
- 第5回（2014年）- 榮猿丸 『点滅』、西村麒麟 『鶉』
- 第6回（2015年）- 鴇田智哉 『凧と円柱』
- 第7回（2016年）- 北大路翼 『天使の涎』
- 第8回（2017年）- 小津夜景 『フラワーズ・カンフー』
- 第9回（2018年）- 小野あらた 『毫』
- 第10回（2019年） - 該当句集なし

### 第11回から第20回
- 第11回（2020年） - 生駒大祐 『水界園丁』
- 第12回（2021年） - 如月真菜 『琵琶行』
- 第13回（2022年） - 相子智恵 『呼応』
- 第14回（2023年） - 岩田奎 『膚』
- 第15回（2024年） - 浅川芳直 『夜景の奥』、南十二国 『日々未来』
- 第16回（2025年） - 藤井あかり 『メゾティント』